# Малаева, Полина Александровна
Полина Александровна Малаева — белорусская футболистка, вратарь российского клуба «Енисей» и сборной Белоруссии.

## Биография
В 2019 году выступала за АБФФ («Ассоциация Белорусская федерация футбола») — сборной, выступающая в чемпионате Белоруссии среди клубов.
В 2021 году дебютировала за основной состав ЖФК «Минск», в Суперкубке против «Динамо-БГУФК». Провела в «Минске» сезоны 2021 и 2022 годов. Неоднократно получала вызов в молодёжную сборную Белоруссии до U-19, а также вызывается в национальную сборную Белоруссии
В феврале 2023 года перешла в российский клуб «Енисей» (Красноярск).